# Црвени дијамант Мусајев
Црвени дијамант Мусајев (енгл. The Moussaieff Red Diamond) је камен тежак 1,022 грама, односно 5,11 карата. Његов неуобичајно троугласти облик и јасно црвена боја, допринела је да овај дијамант, на Геоолошком институту у Америци добије надимак Помодарски црвени дијамант. Иако вам се на први поглед чини да се ради о врло малом дијаманту упоређујући га са осталим дијамантима са топ-листа, заправо Мусајев црвени или Помодарски црвени дијамант је највећи дијамант те боје на свету. Такође, најзанимљивије је да је дијамант пронађен од стране бразилског фармера 1990-их година. Првобитна маca му је била око 11 карата. Дијамант је обрађивала Вилијам Голбдер дијаманt група, чија је препознатљивост постао баш овај дијамант. Данас се овај дијамант налази и Смитсоновој колекцији дијаманата и излаже се раме уз раме са осталим много вреднијим дијамантика као што су Срце вечности и Миленијумска звезда.